# Félix Díaz (cacique)
Félix Díaz (Comunidad Qom Potae Napocna Navogoh, provincia de Formosa, 28 de diciembre de 1959) es un agricultor, militante por los derechos civiles de los indígenas y el qarashé de la comunidad aborigen Potae Napocna Navogoh (más popularmente conocida como La Primavera) perteneciente a los qom en Argentina, es uno de los mayores referentes en la defensa por los derechos civiles de los indígenas en su país.
El diario español El País lo distinguió entre los 100 iberoamericanos más destacados de 2011.
Desde julio de 2016 preside el Consejo Consultivo y Participativo de los Pueblos Indígenas de la República Argentina.

## Biografía
Félix Díaz vive en la comunidad "La Primavera" Potae Napoqna Navogoh, una de las cerca de cien comunidades qom que pueblan el amplio territorio de la provincia de Formosa, en el norte de la Argentina. Recurrentemente es citado como el "líder qom", a pesar de que sólo representa a un sector de su comunidad; ya que el otro sector sigue el liderazgo del cacique natural, llamado Cristino Sanabria -Díaz fue votado por su comunidad-. Antes, Díaz fue pastor mormón en una iglesia local, coordinador del Club del Trueque de su zona durante la crisis del 2001, empleado público y funcionario del INADI (Instituto contra la Discriminación).
Según contó el mismo, en su juventud aprendió a leer y escribir luego de haber ingresado al servicio militar. Como soldado escoltó a la selección argentina de fútbol y realizó controles operativos en la ciudad de Rosario durante el mundial de 1978. Según Díaz, el general Leopoldo Galtieri pretendió que los indígenas sean parte del ejército. Su periodo en la "colimba" (servicio militar) fue una de las pocas ocasiones en donde no sufrió ningún tipo de discriminación, siendo tratado como un conscripto más. Pero pronto abandonó la idea de adentrarse en el ejército, cuando supo de los abusos que cometían los militares sobre civiles argentinos, pensando que posiblemente sería obligado a integrar un "grupo de tareas". Participó de los ejercicios bélicos que se hicieron con motivo del enfrentamiento con Chile por el Conflicto del Beagle en 1979.
Al volver a su comunidad hizo trabajo social: en 2001 coordinó el Club del Trueque de Laguna Blanca, localidad ubicada a pocos kilómetros de "La Primavera". En esos años también practicaba la religión mormona, siendo pastor de una iglesia de la misma comunidad en donde además de la actividad religiosa ponía en práctica distintas acciones de asistencia social.
Los derechos de los pueblos indígenas están amparados gracias a los compromisos internacionales que el Estado argentino asumió tras la reforma de la Constitución en 1994. La ley 26.160 declara "emergencia de las tierras y prohíbe los desalojos hasta que se haga el relevamiento de comunidades para el otorgamiento de los títulos correspondientes". No obstante, estas iniciativas no fueron respetadas por el Estado argentino en reiteradas ocasiones.

### Corte de la Ruta Nacional 86
El gobernador de Formosa, Gildo Insfrán impulsó en 2010 la construcción del Instituto Universitario de Formosa, dependiente de la Universidad Nacional de Formosa en cercanías al parque nacional Pilcomayo. En esta zona la comunidad "La Primavera" asegura poseer la titularidad de la tierra, por lo que el inicio de las obras trajo conflictos de tipo territorial.
Díaz junto a otros qom cortaron la ruta Nacional 86 en modo de protesta por la edificación del Instituto Universitario. Afirmaban que pese a que la Constitución Argentina establece el derecho de los pueblos indígenas a sus tierras ancestrales, como también está presente en el Derecho Internacional de los derechos humanos, en donde se reconoce la relación que mantienen este tipo de comunidades con su territorio. Ante el reclamo y sin saber a ciencia cierta la verdad de la situación, las obras fueron interrumpidas esperando una decisión de la Corte Suprema de Justicia de la Nación. El 23 de noviembre de 2010 mientras Díaz junto a los qom estaban manifestándose por las tierras, una familia de apellido Celía reclamó también la titularidad de las tierras. Hubo incidentes, disparos y denuncias de agresión tanto a los qom como a los policías.
Luego el corte de ruta fue desalojado por la policía provincial, por el hecho fallecieron un qom, Roberto López, y un policía. Como consecuencia de los hechos del 23 de noviembre, Díaz junto a veintitrés miembros de la comunidad qom tuvieron que enfrentarse a procesos penales, mientras que en la jurisdicción provincial son acusados por delitos de ocupación y usurpación de terrenos.
Tras los incidentes Díaz junto a su comunidad trasladaron su protesta a la ciudad de Buenos Aires, pero ningún ente público ni gubernamental atendió la problemática, a excepción de Florencio Randazzo quién recibió a Félix Díaz. El papa Francisco recibió a Díaz ante la preocupación por la gravedad de los hechos. Pese a ello las amenazas a los qom no cesaron.
La Corte Suprema de Justicia citó una audiencia pública para el 7 de marzo de 2012 en donde todas las partes podrían exponer su posición, se hicieron presentes representantes del gobierno provincial, junto al Instituto Nacional de Asuntos Indígenas, el CELS, y Félix Díaz como representante de la comunidad qom, en reemplazo del gobernador de Formosa fue la fiscal provincial, Stella Maris Zabala de Copes. Se expuso sobre la problemática con respecto a los territorios y el espiral de violencia contra los indígenas.
El abogado defensor de Díaz, del CELS argumentó que la fiscalía desoyó las pruebas presentadas por Díaz, mientras que solo ha aceptado los testimonios brindados por los policías. En abril de 2012 Díaz fue sobreseído junto a los veintitrés miembros de la comunidad por falta de pruebas. En noviembre la Cámara de Apelaciones de Resistencia retiró los cargos contra Díaz y Amanda Asikak en relación con el corte de ruta, los jueces argumentaron que esa fue la única medida de protesta que los aborígenes tenían a su disposición. En agosto Díaz fue atropellado por una camioneta cuando viajaba en su motocicleta, según testigos el vehículo que impactó al cacique era propiedad de la familia que reclamaba tierras.
Según el Observatorio de Derechos Humanos de los Pueblos Indígenas (ODHPI): "la criminalización de los pueblos originarios no se da tanto en el ejercicio del legitimo derecho de protesta, sino cuando se hace uso de derechos reconocidos jurídicamente, tales como reclamos de tierras y territorios cuyos derechos están amparados por la Constitución nacional y provincial".

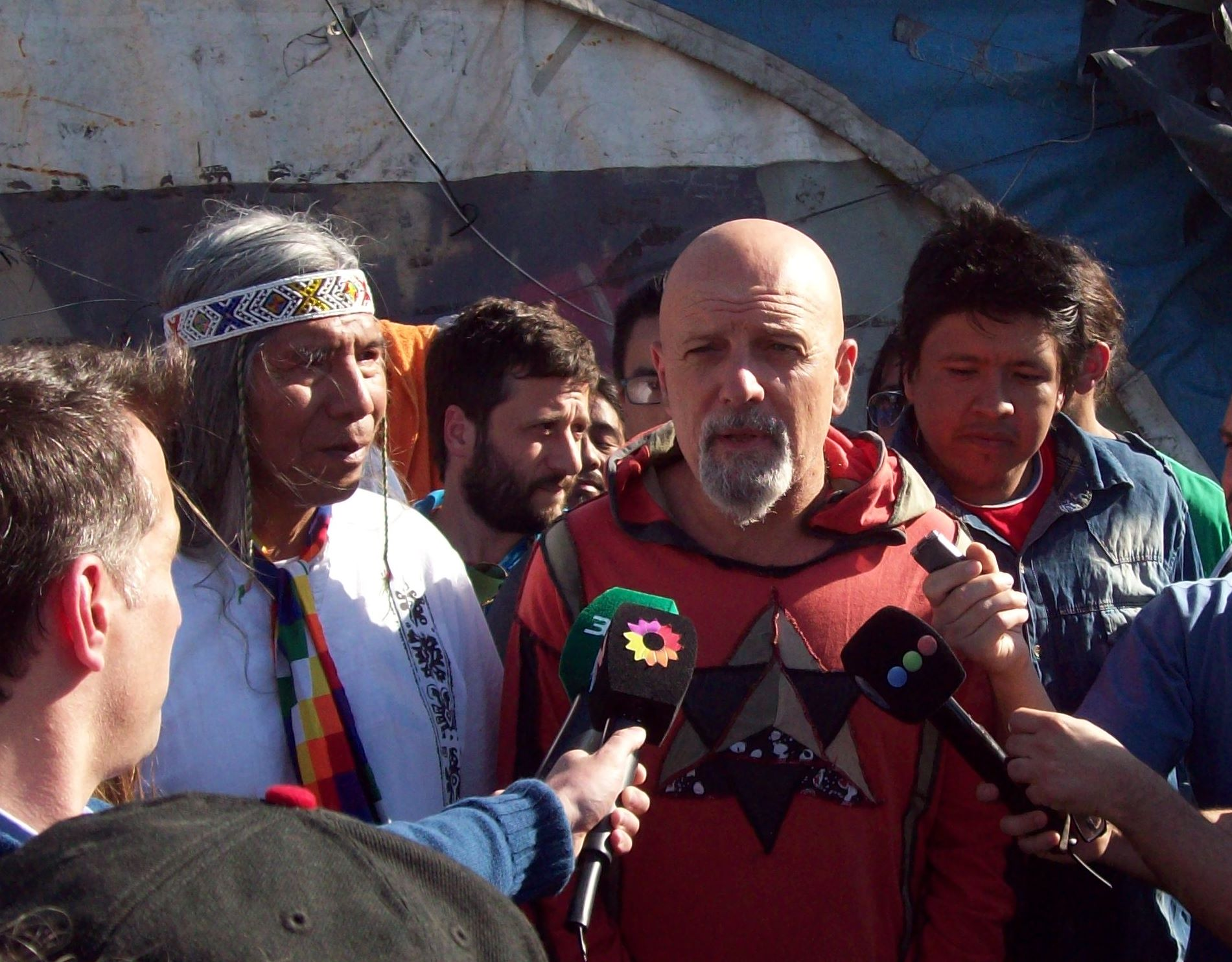
Félix Díaz junto al músico argentino Gustavo Cordera, hablando ante medios de comunicación durante el acampe qom realizado en 2015, además el músico tocó tres canciones.

La Sala Penal ordenó que se siguiera investigando la supuesta participación de Díaz en los actos violentos del 23 de noviembre, la justicia nunca ha investigado los ataques perpetrados contra Díaz y su comunidad. La Comisión Interamericana de Derechos Humanos le pidió a las autoridades argentinas que tomasen medidas para garantizar la seguridad de Félix Díaz y su familia, pese a la presencia policial, se registraron otras amenazas contra la comunidad.
En 2012, mientras Díaz transitaba por el cruce de las rutas 2 y 86, fue atropellado por un vehículo todoterreno (conocido como "cuatro por cuatro" en Argentina), la camioneta se dio a la fuga. La camioneta que causó el incidente fue reconocida por habitantes de la zona como de propiedad de la familia Celía, que además de ser amigos cercanos del gobierno de Formosa, ya había protagonizado un atentado contra Díaz durante el corte de la ruta 86. Poco después que el incidente tomara estado público, Díaz fue llevado a una sala de terapia intensiva. El cacique argumentó que el hecho se trató de un atentado contra su vida:

No fue accidente. Fue por nuestro reclamo territorial. En Formosa es habitual que maten a quienes exigen sus derechos. Los responsables son el gobernador [Gildo Insfrán] y el gobierno nacional.

En enero de 2013, Juan Daniel Asijak de 16 años de edad, sobrino de Díaz falleció como consecuencia de un accidente en la ruta. Tenía un golpe con un fierro oxidado que al no parecer haber sido producto del accidente, la familia del cacique qom sospecha que se trató de un homicidio. Ese mismo mes un niño de la comunidad, Imer Ilbercio Flores fue asesinado en Villa Río Bermejito, provincia del Chaco. Un mes atrás había ocurrido un hecho similar, cuando una camioneta embistió una moto manejada por otro miembro de la comunidad, lo que produjo la muerte de Celestina Jara y su nieta Lila Coyipé.
En 2014 Díaz elevó su reclamo a la Organización de las Naciones Unidas, para tal acto viajó a Nueva York, Estados Unidos. En el citado año, la Junta Abya Yala por los Pueblos Libres (JALP) distinguió a Díaz con el Premio "Conciencia".

### Creación de Qopiwini y acampe de 2015

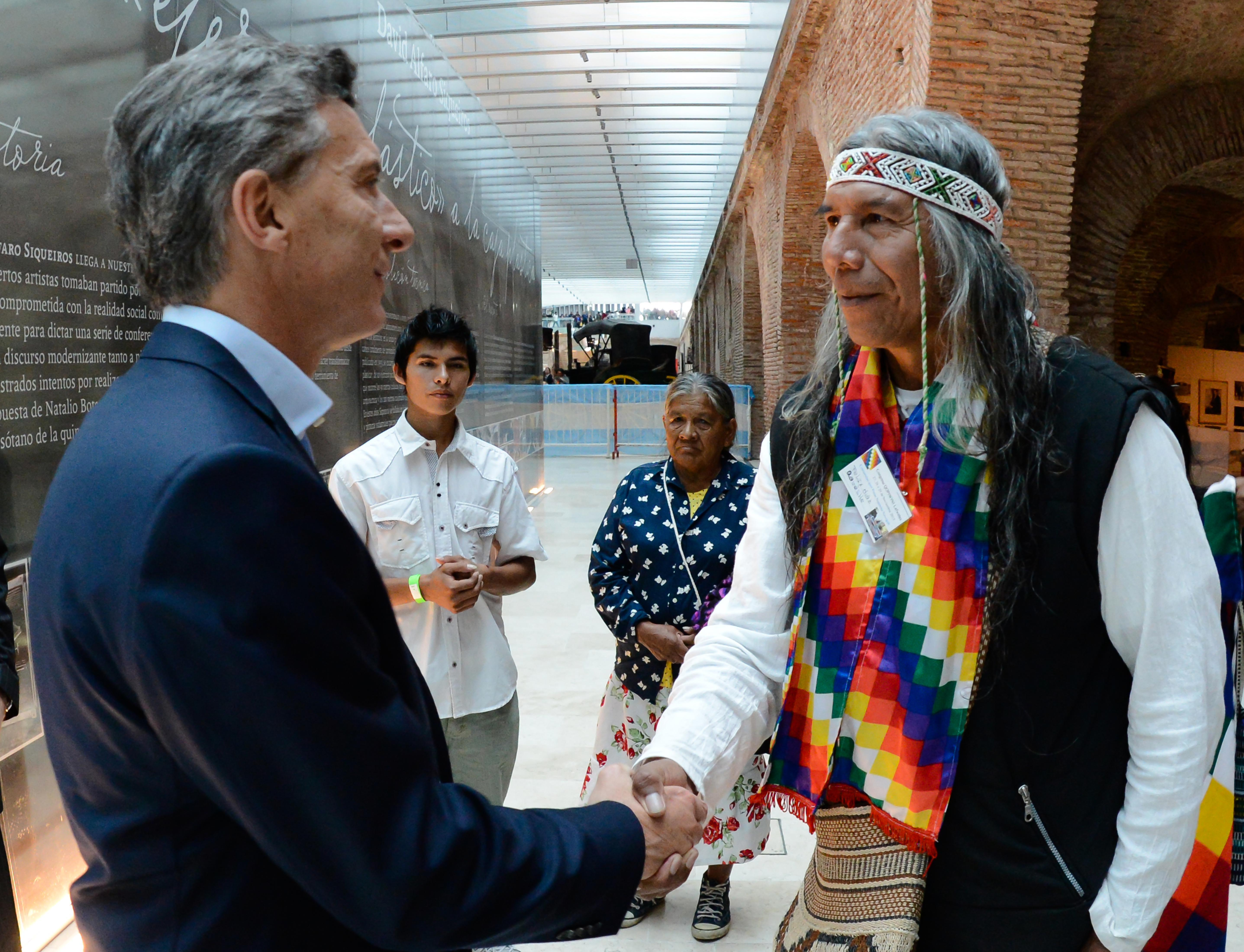
El presidente Mauricio Macri recibe al qarashe Félix Díaz.

A finales de febrero de 2015 las comunidades qom, pilagá, wichí y nivaclé (agrupados bajo la organización Qopiwini) emprendieron un acampe en la intersección de la Avenida 9 de Julio y Avenida de Mayo junto a su qarashe Félix Díaz, para denunciar las acciones del gobierno de Formosa y conseguir firmas de ciudadanos adherentes a su reclamo. Díaz declaró que tras cuatro años no se habían cumplido ninguno de los acuerdos con la mesa de diálogo. Amnistía Internacional pidió al Estado argentino que resguarde la integridad física de la comunidad. El acampe tuvo repercusión en algunos medios internacionales, como fue el caso de The Guardian. El 1 de julio más de cien efectivos de la Policía Federal rodearon el acampe. Díaz declaró que no hubo violencia por parte de los ejecutivos, sino que se presentó ante él un comisario que tenía la orden de desalojo. Cuando la noticia se difundió por los medios de comunicación, se acercaron algunos representantes de los derechos humanos como Adolfo Pérez Esquivel y Nora Cortiñas para solidarizarse.
En abril el acampe sufrió un atentado, cuando una persona en una motocicleta tiró una bomba molotov contra una de las carpas, casi en el mismo momento, en Formosa personas no identificadas ingresaron a las instalaciones de la Radio qom FM 89.3 MHz y destrozaron equipamiento. El 1 de septiembre el músico argentino Gustavo Cordera visitó el acampe, declaró ante los medios a favor del reclamo y tocó tres canciones. También fue junto a Díaz al programa televisivo Intratables.
El candidato a la presidencia por la coalición política Cambiemos, Mauricio Macri visitó el acampe el 3 de noviembre de 2015 y se entrevistó por Félix Díaz. Macri firmó un acta comprometiéndose a cumplir con varias de las demandas de los pueblos originarios, en el caso de ganar el balotaje el 22 de noviembre. Díaz manifestó su deseo de que Daniel Scioli, el otro candidato a la presidencia vaya al acampe también, hecho que no sucedió. Díaz aclaró a los medios que: "Macri no nos pidió votos, ni apoyar su candidatura ... dijo su compromiso de llevar adelante la práctica de los derechos indígenas".

### Reunión con Macri, levante del acampe y hechos posteriores
Tras una conferencia de prensa, se anunció el levantamiento del acampe para el domingo 6 de diciembre, tras conocerse que el martes 1 de diciembre, luego que Mauricio Macri ganara las elecciones presidenciales Díaz pudo tener una entrevista con el secretario de Derechos Humanos Claudio Avruj, quién confirmó que el futuro gobierno daría una respuesta al reclamo de los pueblos indígenas. Una de las razones por la que se levantó el acampe es por el temor de sufrir atentados durante el 10 de diciembre por manifestantes adherentes a Cristina Fernández de Kirchner, pues ya se habían registrado atentados perpetrados por militantes kirchneristas. Macri recibió a Díaz el 17 de diciembre junto a otros referentes aborígenes como Relmu Ñamku, a una semana de su asunción como Presidente de la Nación Argentina. En febrero de 2016 se rumoreó que Félix Díaz podría ser la persona que presida el INAI, y el rumor fue confirmado por Relmu Ñamku, pero el elegido fue Raúl Eduardo Ruidiaz. En una entrevista Díaz afirmó que uno de los puntos del acuerdo que habían firmado con Macri era que el INAI sea precedido por un aborigen, pero antes el ente debía ser saneado de las irregularidades por malversación de fondos que había tenido, según cuenta Díaz:

En el año 2006 cuando se sancionó la ley 26.160, en ese mismo momento le dieron 30 000 000 de pesos al INAI para hacer el relevamiento territorial. Cuando se cumplió el plazo de cuatro años, no se había hecho nada. Se terminó el dinero y se prorrogó el plazo hasta 2013. De nuevo no se hizo nada y se terminó otra vez el dinero. Una vez más se prorrogó hasta 2017.

También resaltó que al 3 de febrero de 2016 la situación de los pueblos indígenas no había cambiado en nada pese a la reunión que tuvo con el presidente, salvo que algún funcionario eventualmente realiza alguna visita transitoria a los referentes indígenas. Díaz declaró mantenía esperanzas por el compromiso escrito de Macri.
Díaz, junto a otras comunidades volvieron a realizar un acampe el 15 de marzo, pero esta vez en la ex ESMA a la espera de ser recibidos por el Secretario de Derechos Humanos Claudio Avruj, además Díaz explicó que: "Aunque el Gobierno nos llamó al diálogo, siguen incumpliendo la ley". Luego de algunas acusaciones cruzadas entre Díaz y Avruj, a finales de marzo la Secretaría de Derechos Humanos elevó un proyecto al Poder Ejecutivo para crear un Consejo Consultivo y Participativo de los Pueblos Indígenas, tras un acuerdo logrado con los distintos líderes de los pueblos originarios. Claudio Avruj, quien preside la secretaría afirmó que el acuerdo se logró luego de una reunión con la Mesa de Trabajo y Diálogo de Pueblos Indígenas y el Estado Nacional, en donde referentes prometieron levantar la protesta que estaban realizando en la ex ESMA, además -según el gobierno- el mismo Félix Díaz "se comprometió a abstenerse de realizar cualquier protesta como la recientemente desarticulada mientras se mantengan las vías de diálogo".
El viernes 15 de julio de 2016 se creó el Consejo Consultivo y Participativo de los Pueblos Indígenas, y en dos días de debate en donde asistieron alrededor de 300 aborígenes para debatir y dar nacimiento al nuevo organismo, se aprobó el reglamento interno y se designó la comisión ejecutiva del Consejo. Así, Relmu Ñamku fue designada secretaría general, mientras que Félix Díaz fue nombrado presidente, además se nombraron cuatro vicepresidentes por cada región: Faustino Lencina por la zona Centro, Jorge Palomo por el NEA, Margarita Mamani y Rolando Flores por el NOA, y Rubén Huanque, por la zona Sur.

## Desaparición de su sobrino-nieto Marcelino Olaire
El sobrino-nieto de Diaz, Marcelino Olaire, fue internado el 8 de noviembre de 2016 por problemas psiquiátricos en el Hospital Distrital N.º 8 Eva Perón de Formosa. Cuando su padre fue a visitarlo, le informaron que Olaire se había escapado. En 2017 su familia realizó la denuncia de que el 10 de enero de 2017 Marcelino Olaire se fugó del Hospital y que no había regresado.
Desde el hospital Eva Perón le dijeron a la familia que derivaron a Olaire al Hospital Central, pero allí nadie sabía nada de él. La familia también recibió información sobre varios posibles paraderos, como que podrían haberlo trasladado a una comunidad terapéutica en Tatané, como que habrían detenido a una persona de apellido Olaire en Laguna Blanca.
En septiembre del 2017, Díaz dio una entrevista al diario Opinión de Formosa donde mostraba preocupación por la desaparición de su sobrino-nieto. Opinó que el caso tiene poca visibilidad, poniendo en contraste que se hablaba mucho del caso de Santiago Maldonado. Creía que si Maldonado hubiera sido indígena lo hubieran ignorado.
En octubre del 2019, la madre y hermana de Olaire se reunieron el ministro del interior Rogelio Frigerio. Ellas comentaron que el ministro fue racista, le dedicó poco tiempo, y era mal educado. Una semana después se reunieron con la secretaría de justicia María Fernanda Rodríguez, y tuvieron una extensa reunión, a pesar de que estaba fuera de agenda, y recibieron algo de información.
En febrero de 2021, Félix Díaz le reclamó al gobierno de Formosa por la desaparición de su sobrino-nieto. La causa está estancada desde fines del 2019. En una entrevista con TN, Díaz indicó que no figura el ingreso de Olaire en la guardia del hospital, pero que la madre jura que lo llevaron a ese centro asistencial. El abogado que patrocina a la familia menciona que para Díaz se trata de una desaparición forzada vinculada a la militancia del cacique en Formosa, gobernada por Gildo Insfrán.